# 柚木学
柚木 学（ゆのき まなぶ、1929年6月22日 - 2000年4月21日）は、日本の史学者。専門は日本海運史。関西学院大学教授、同大学学長（1994年4月から1997年3月）を歴任した。石川県金沢市生まれ。

## 経歴
1953年3月関西学院大学経済学部卒業。
1959年3月関西学院大学大学院経済学研究科博士課程修了。
1954年4月から1957年3月まで関西学院大学経済学部助手補。
1957年4月から1960年3月まで関西学院大学経済学部助手。
1960年4月から1964年3月まで関西学院大学経済学部専任講師。
1964年3月、経済学博士（関西学院大学）の学位を取得。論文の題は「近世灘酒造業の経済構造」。
1964年4月から1972年3月まで関西学院大学経済学部助教授。
1972年4月から1998年3月まで関西学院大学経済学部教授。
1994年4月から1997年3月まで関西学院大学学長。
1994年4月から1997年3月まで学校法人関西学院理事。
1996年9月中国吉林大学名誉教授。1998年4月関西学院大学名誉教授。
2000年に大阪明浄大学学長となるが、直後に死去。
1982年「近世海運史の研究」で学士院賞。

## 著書
- 柚木学（著）: 近世灘酒経済史 (1965年）
- 柚木学（著）: 酒造りの歴史 (雄山閣 1987年) ISBN 978-4639018858
- 柚木学（編）: 日本水上交通史（文献出版）